# Alberto Fernández
Alberto Ángel Fernández (Buenos Aires, 2 de abril de 1959) é um político, advogado e professor argentino que serviu como Presidente da Argentina de 2019 a 2023. Filiado ao Partido Justicialista, Fernández foi eleito no primeiro turno da eleição de 2019 obtendo 48,24% dos votos derrotando o presidente Mauricio Macri, que tentava reeleição. Foi empossado no cargo em 10 de dezembro de 2019 juntamente com sua vice, a ex-presidente Cristina Kirchner. Foi sucedido na presidência por Javier Milei em 10 de dezembro de 2023.
Graduado em Direito, Fernández trabalhou como advogado e professor de Direito Penal na Universidade de Buenos Aires, função que passou a desempenhar em 1983. Interessado pela política desde a juventude, participou do governo de Carlos Menem e foi vereador de Buenos Aires por um mandato, entre 2000 e 2003. De 2003 a 2008, Fernández foi chefe de Gabinete da Nação Argentina, ocupando o cargo durante toda a presidência de Néstor Kirchner e parte da presidência de Cristina. Posteriormente, tornou-se crítico do governo kirchnerista, motivo pelo qual a renúncia de Cristina em ser candidata a presidente em 2019 e a escolha de Fernández como seu companheiro de chapa foi considerada surpreendente.
Membro do Partido Justicialista, de orientação Peronista, Fernández foi o candidato do partido eleição presidencial na Argentina em 2019 e derrubou o presidente incumbente Mauricio Macri com 48% dos votos (dois milhões de votos a mais que seu concorrente). Sua posição política foi descrita como de esquerda. Os primeiros dois anos de sua presidência foram limitados pela pandemia de COVID-19 na Argentina, durante a qual ele impôs medidas rigorosas de lockdown para suprimir a propagação da doença. Ele herdeou ainda do seu predecessor uma crise cambial severa. Embora a economia tenha recuperado em 2021–22, a inflação piorou e superou a marca de 100% (o índice mais alto desde 1991). A deterioração do quadro econômico afetou sua popularidade negativamente, que permaneceu extremamente baixa durante todo o seu mandato, com o número de argentinos que desaprovavam sua administração variando entre 60% e 80% do eleitorado.
De acordo com o jornal britânico The Economist, Fernández foi considerado "um presidente sem plano" e a sua presidência foi descrita como "fraca", aludindo à sua falta de tomada de decisão independente. Em vez disso, suas decisões eram fortemente influenciadas pela sua vice-presidente e ex-chefe de estado Cristina Fernández de Kirchner, também líder da coalizão de governo, que o próprio Fernández descreveu como "fonte permanente de consulta". Em abril de 2023, Fernández anunciou que decidiu não buscar a reeleição na eleição presidencial na Argentina em 2023.

## Juventude, educação e vida pessoal
Alberto Fernández nasceu em Buenos Aires, no bairro Villa del Parque, em 2 de abril de 1959. É filho de Celia Pérez e conviveu pouco com seu pai biológico, que faleceu durante a Copa do Mundo de 1978. Mais tarde, afirmou que quando falava de seu pai, referia-se ao padrasto, o juiz Carlos Galíndez, que faleceu em 1997. Seu avô adotivo, Manuel Galíndez, foi senador pela província de La Rioja pela União Cívica Radical. Sendo o filho do meio, possui uma irmã mais velha e um irmão mais novo.
Fernández viveu parte da infância e da adolescência no bairro onde nasceu, mais especificamente perto do estádio da Asociación Atlética Argentinos Juniors, um clube de futebol do qual se tornou fã. Lá, cursou a quinta série do ensino fundamental na escola da República do México e o restante na escola Avelino Herrera. Aos 14 anos, após ser incentivado por amigos, começou a estudar violão com o cantor Litto Nebbia, com quem desenvolveu uma amizade, chegando a compor músicas e tocar em bares.
Fernández cursou o ensino médio no Colégio Mariano Moreno, onde foi delegado da União dos Estudantes Secundários (UES), de tendência peronista. Durante a presidência de Roberto Viola, formou com outros militantes a Frente de Orientação Nacional, que após a Guerra das Malvinas se fundiu na Frente do Povo (FREPU), onde conheceu Jorge Argüello e Eduardo Valdés. Após concluir o ensino médio, matriculou-se na Faculdade de Direito da Universidade de Buenos Aires, de onde se graduou.
Fernández foi casado com Marcela Luchetti até 2005, quando se divorciaram. O casal teve um filho, Estanislao, nascido em 1994, que se tornou famoso por seu trabalho como drag queen. Em 2014, Fernández iniciou um relacionamento com a jornalista e atriz Fabiola Yáñez.

## Carreira profissional
Durante a década de 1980, Fernández trabalhou no Tribunal Federal de San Isidro, na época encarregado do juiz Alberto Piotti, responsável pelo caso Puccio, que envolvia uma família de San Isidro que, entre 1982 e 1985, matou três pessoas. Como os réus não tinham advogados, o Estado os forneceu. Fernández foi sorteado para a função, trabalhando como defensor de Guillermo Fernández Laborde, um amigo da família Puccio que admitiu ter matado duas das vítimas, até que Laborde constituiu um advogado.
Em 1985, Fernández passou a ministrar aulas na Faculdade de Direito da Universidade de Buenos Aires, onde trabalha como professor desde então. Em 2019, era responsável pela disciplina de Teoria Geral do Crime e Sistema Penitenciário. Ao longo de sua carreira acadêmica, publicou as seguintes obras:
Juicio a la impunidad (1985), com Mona Moncalvillo e Manuel Martin; Autoría y participación criminal (1987), com Jaime Malamud Goti; Elementos de derecho penal y procesal penal (1988), com Esteban Righi, Luis Pastoriza e Enrique Bacigalupo; Derecho penal: la ley, el delito, el proceso, la pena (1996), em colaboração com Esteban Righi; dentre outros.

## Carreira política

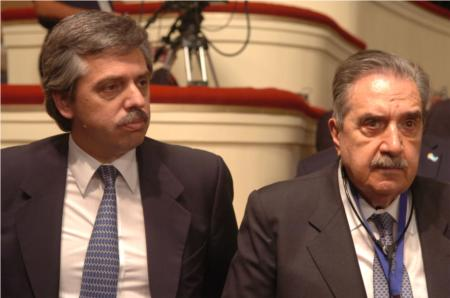
Fernández e o ex-presidente Raúl Alfonsin.

Em 1985, durante o governo de Raul Alfonsin, Fernández foi nomeado para o cargo de diretor-geral adjunto de assuntos jurídicos do Ministério da Economia. Em seguida, trabalhou como assessor da Legislatura da Cidade de Buenos Aires e da Câmara de Deputados da Argentina. Em 1989, no governo de Carlos Menem, foi nomeado Superintendente de Seguros do país, ocupando o cargo até 1995.
Em 1996, durante o governo de Eduardo Duhalde na província de Buenos Aires, Fernández foi nomeado presidente da Gerenciar Proyectos y Administración S/A, uma subsidiária do Banco Província, que oferecia serviços de transparência administrativa. Em 1997, todas as empresas que tinham o Banco como principal acionista foram organizadas em uma holding, o Grupo Bapro, e Fernández atuou como seu vice-presidente até 1999.
Durante as eleições de 1999, foi escolhido como tesoureiro da malsucedida campanha de Eduardo Duhalde à presidência. Durante esse período, Alberto foi um dos fundadores e coordenadores do Grupo Calafate, um think tank da ala progressista do Partido Justicialista, juntamente com Duhalde e outras personalidades como Cristina Fernández de Kirchner. O objetivo do grupo era fazer frente a tentativa de "reeleição" e às políticas neoliberais do presidente Carlos Menem. Além da candidatura de Duhalde em 1999, o grupo apoiou a candidatura de Néstor Kirchner à presidência nas eleições 2003, de quem Fernández seria Chefe de Gabinete.
Em 2000, Fernández foi eleito para o legislativo da cidade de Buenos Aires pela coligação Encontro pela Cidade, que tinha como candidato à prefeito o ex-ministro Domingo Cavallo. Com a posse do presidente Néstor Kirchner, foi nomeado chefe-de gabinete do país, ocupando o cargo durante todo o governo de Néstor e também parte do de sua esposa, Cristina Kirchner. Em 2008, deixou o cargo em meio a divergências com Cristina e Martín Lousteau, então ministro da Economia.

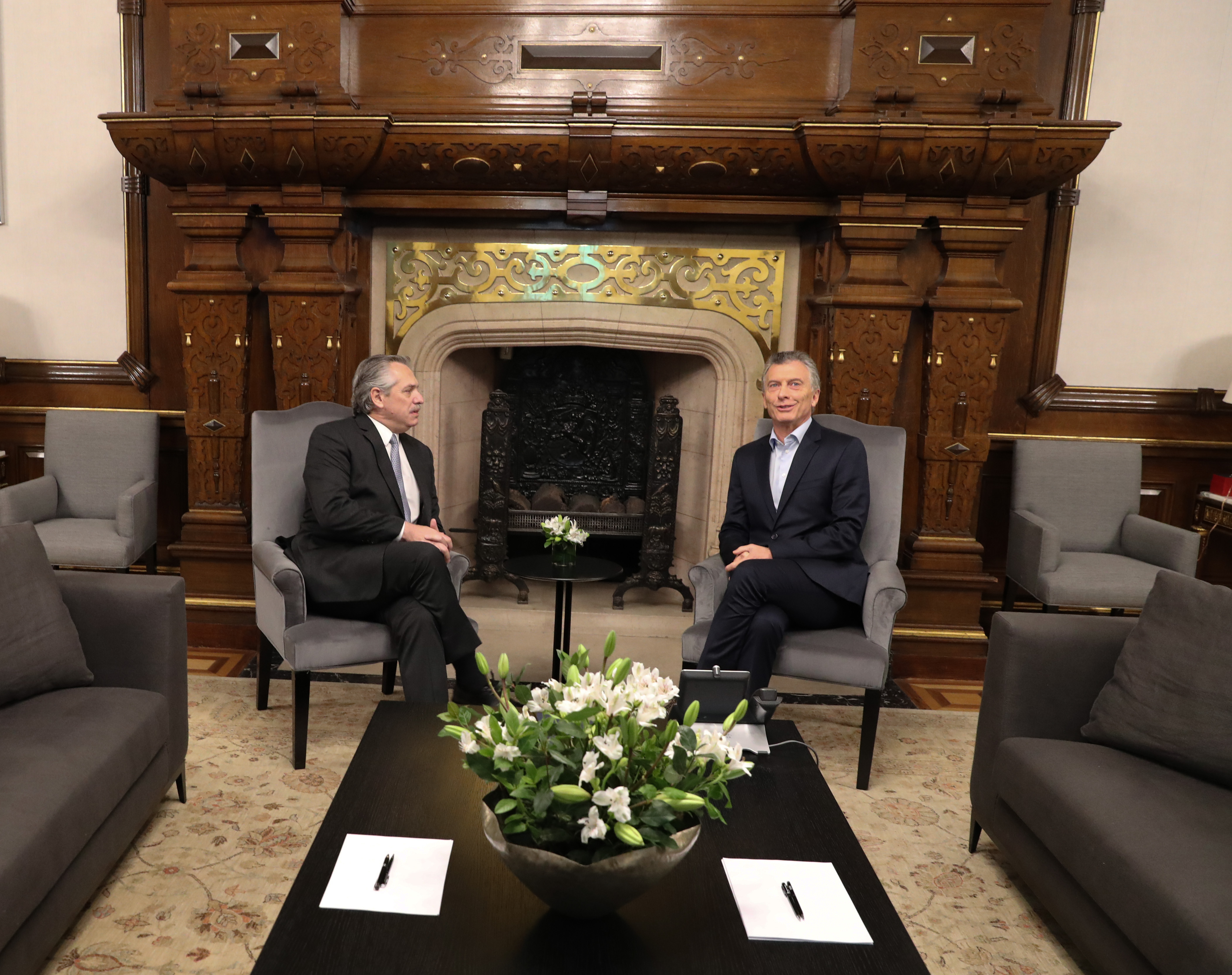
Fernández, como presidente eleito, durante encontro com Mauricio Macri.

Após deixar o governo, Fernández tornou-se um dos maiores críticos ao governo kirchnerista. Nomeado para liderar a ala do Partido Justicialista na cidade de Buenos Aires, teve um envolvimento reduzido nas campanhas da Frente para a Vitória para o Congresso em 2009. Na eleição presidencial de 2011, considerou seriamente concorrer ao cargo, mas acabou endossando a reeleição de Cristina. Na eleição de 2015, foi chefe da campanha de Sergio Massa à presidência.
Em 2019, Cristina anunciou que seria candidata a vice-presidente de Fernández na eleição daquele ano, uma decisão que foi vista com surpresa pela opinião pública. Considerado um peronista moderado, Fernández apresentou uma plataforma de campanha crítica ao governo do presidente Mauricio Macri, candidato à reeleição. Nas primárias de agosto, Fernández recebeu 48% dos votos, superando Macri, que obteve 32%. Em 27 de outubro, foi eleito presidente da Argentina com 48,1% dos votos; sua posse foi em 10 de dezembro de 2019.
Na cidade mexicana de Puebla, em 12 de julho de 2019, participou da fundação do Grupo de Puebla, tido como o sucessor do Foro de São Paulo.

### Presidente da Argentina

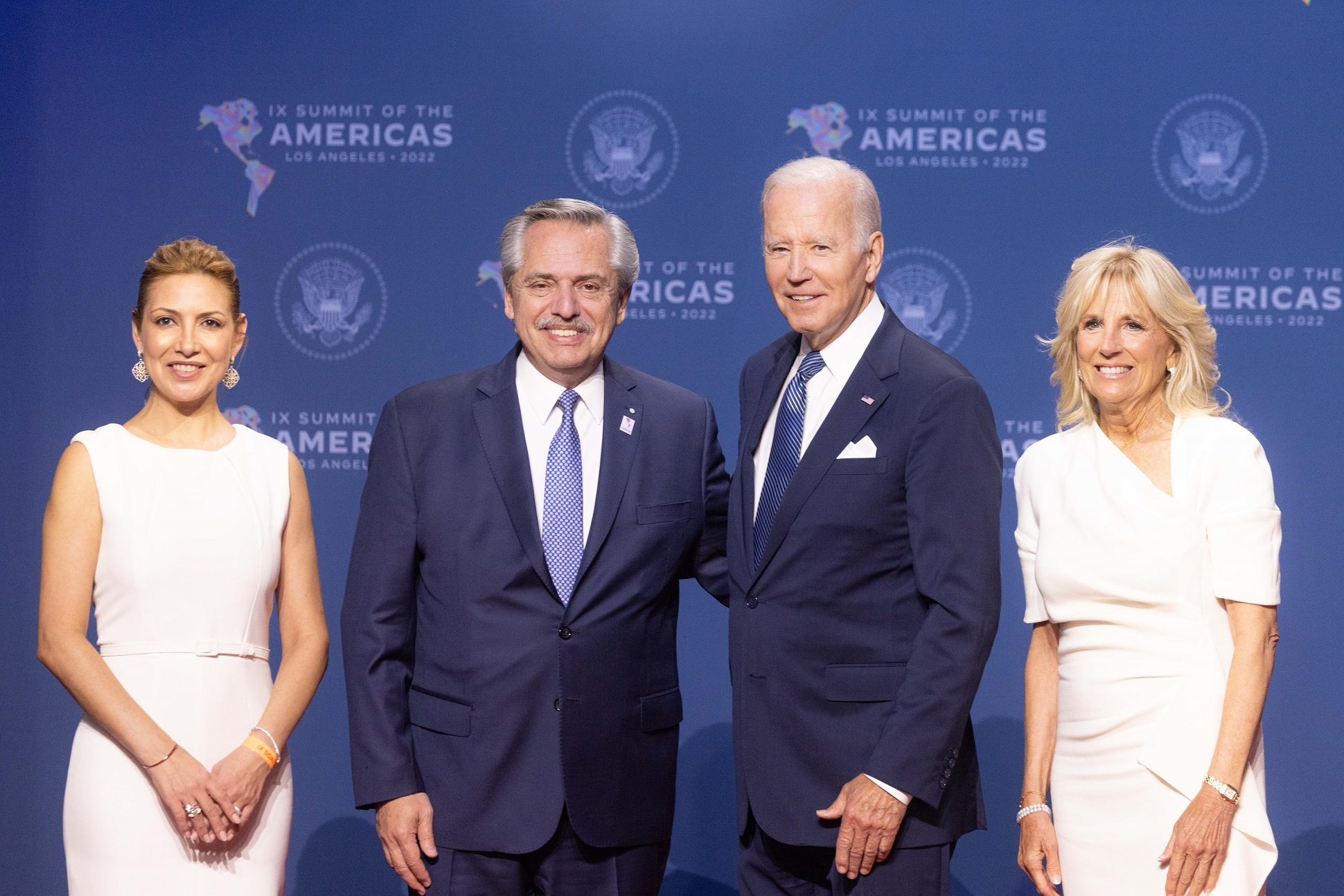
Alberto Fernández e Joe Biden em 2022.

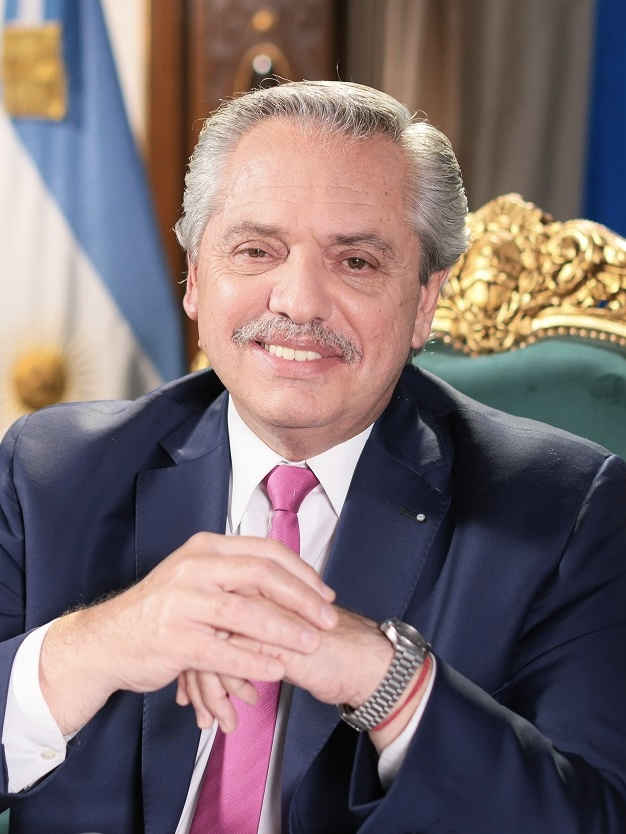
Fernández em 2021.

Suas relações foram tensas com o presidente brasileiro Jair Bolsonaro, que se recusou a ir à sua posse, acusando-o de querer criar uma "grande pátria bolivariana" na fronteira e de se preparar para provocar uma fuga de capitais e empresas brasileiras. Os Estados Unidos advertem o governo argentino, dizendo: "Queremos saber se Alberto Fernández vai ser um defensor da democracia ou um apologista das ditaduras e caudilhos da região, seja Maduro, Correa ou Morales".

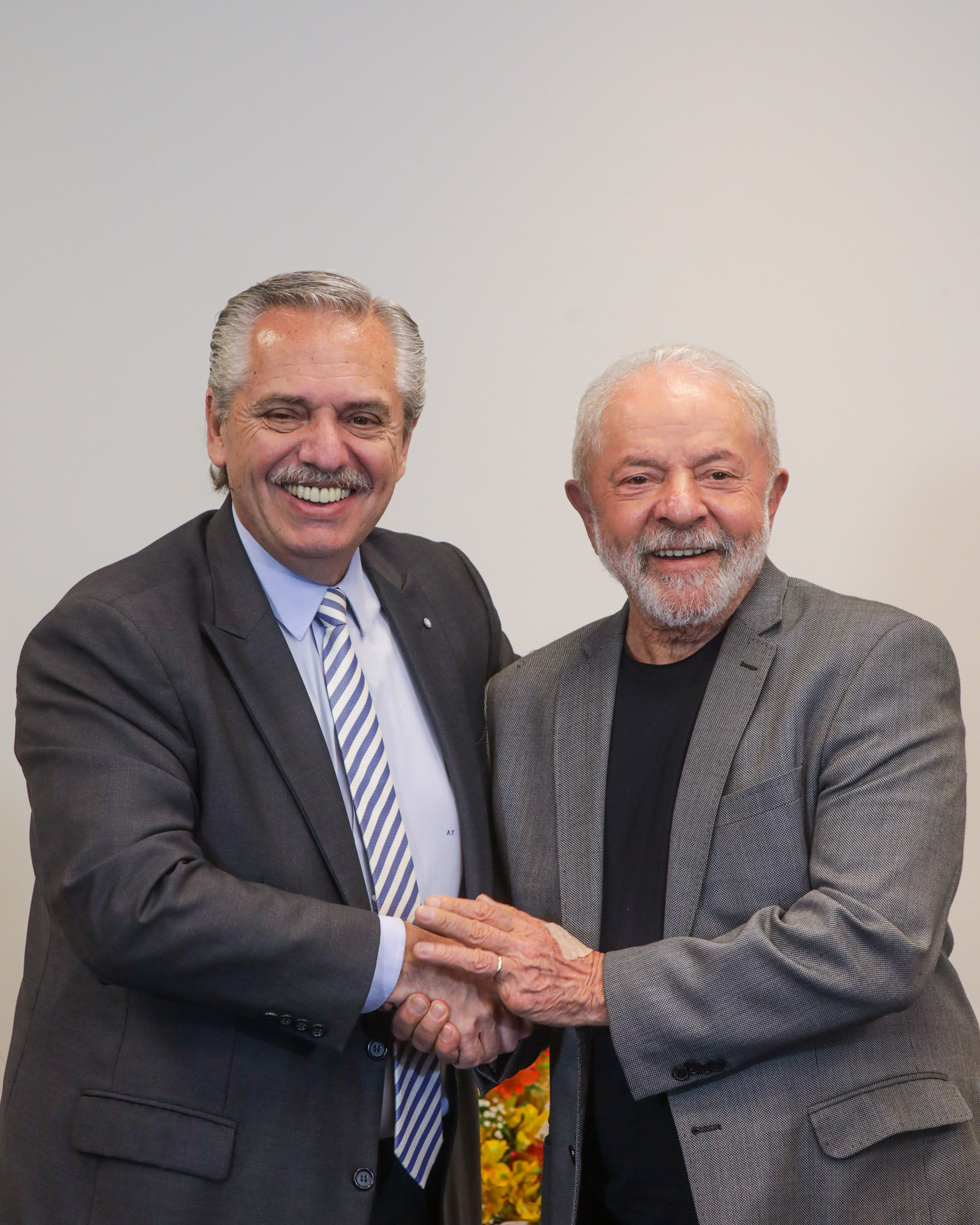
Fernández e Luiz Inácio Lula da Silva num encontro em 2022.

Tomando posse no contexto de uma grave crise econômica (taxa de pobreza de 40%, recessão de 3,1% em 2019, inflação de 55%), Alberto Fernández anunciou uma série de medidas econômicas de emergência: aumentos de impostos para a classe mais rica e média, benefícios fiscais para os mais pobres, um imposto de 30% sobre a compra de moeda estrangeira, etc. O governo também está lançando um plano de combate à fome através da distribuição de vales de alimentos para mais de dois milhões de pessoas.

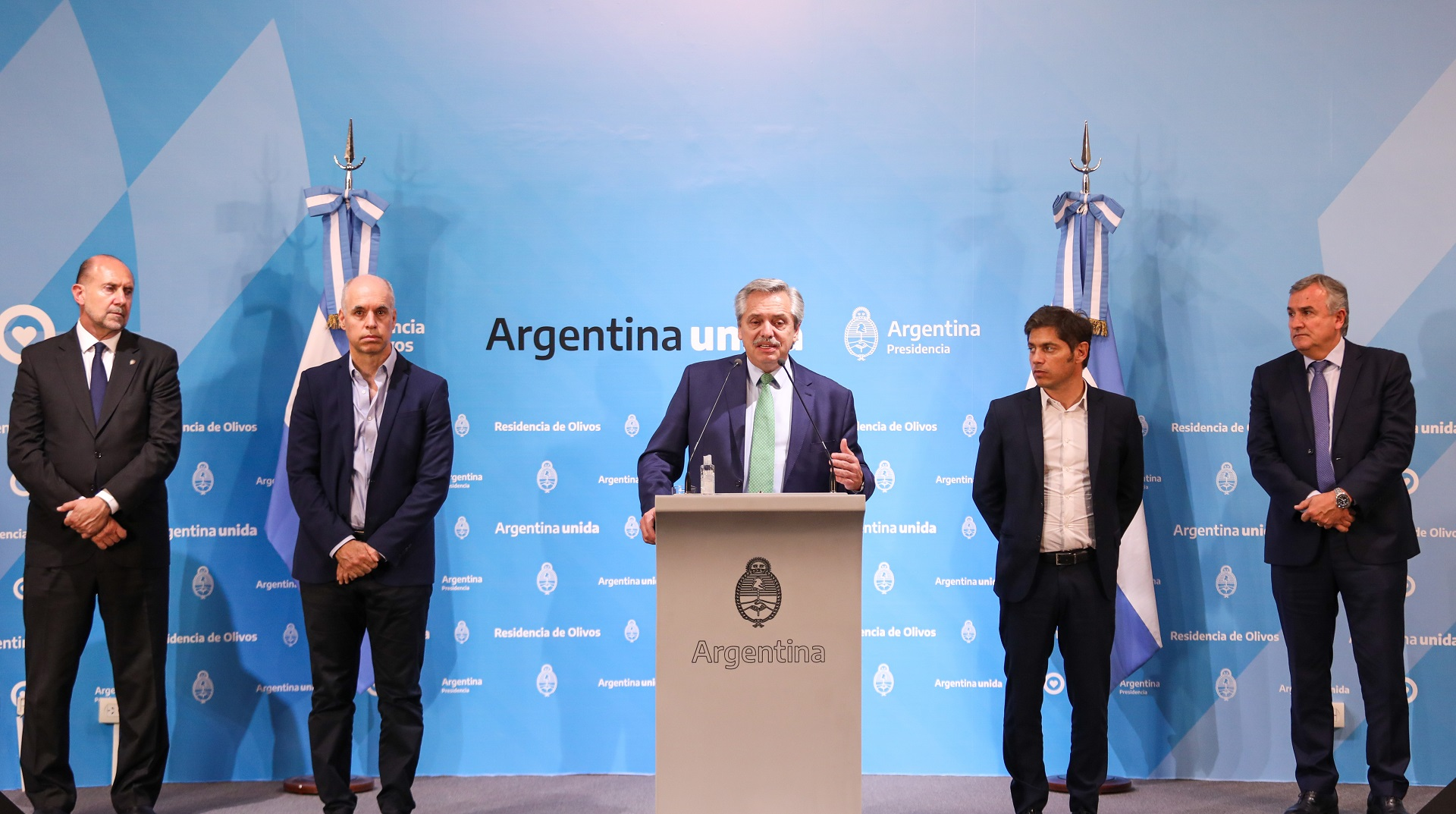
O anúncio, em 2020, do confinamento por Fernández foi geralmente bem recebido, embora houvesse preocupações com o seu impacto econômico.

Em seu discurso de despedida da Presidência argentina, Alberto Fernández admitiu o fracasso da agenda econômica e de combate às desigualdades sociais de seu Governo. "Foram desafios inconclusos, e não fujo à culpa", disse o peronista. "Não alcançamos uma matriz econômica sólida, que permita acesso a uma vida digna. Ampliamos direitos, mas ainda falta. Colocamos a justiça social como horizonte, mas não a alcançamos", listou. Fernández também criticou a gestão anterior, de Maurício Macri, figura que apoiou o presidente eleito, Javier Milei. "Sofremos os efeitos negativos da dívida que o governo que me precedeu assumiu. Essa é a principal causa da nossa atual crise econômica", disse. Sob Macri, o país fez um empréstimo de US$ 57 bilhões com o Fundo Monetário Internacional. Desde então, e já sob o governo de Fernández, a Argentina rescalonou a dívida, renegociando-a para US$ 44 bilhões. Fernández e sua vice, Cristina Kirchner, dizem que o empréstimo, o maior já feito por um país com o Fundo, sufoca a economia. Em nenhum momento o líder cessante mencionou seu sucessor, Milei, nominalmente. Mas os recados à política que o novo ocupante da Casa Rosada promete colocar em prática permearam o discurso de meia hora. "Tenho confiança em nosso povo e na sua capacidade de defender os valores da vida em comum e dos direitos que foram conquistados até aqui", disse Fernández.
Seu governo foi marcado pela deterioração econômica, crise cambial e aumento da inflação que deteriorou o poder aquisitivo do povo argentino. A crise econômica gerada pela pandemia da Covid-19, levou a recessão e uma queda anual de 19% no PIB no segundo trimestre de 2020, a maior queda na história do país. A taxa de pobreza aumentou para 42% no segundo semestre de 2020, a mais alta desde 2004. A pobreza infantil atingiu 57,7% dos menores de 14 anos. Investimentos em geral caíram 38% em 2020 em relação ao ano anterior.
Sua política externa não mudou muito em comparação com seus predecessores. Inicialmente, as relações com o Brasil se deterioraram na era Jair Bolsonaro. As relações com o governo brasileiro posteriormente melhoraram. A Argentina também manteve boas relações com Israel, China e Estados Unidos. Ele condenou a invasão russa da Ucrânia e defendeu maior integração sul-americana.

## Controvérsias
Fernández se envolveu em disputas com usuários do Twitter antes de sua presidência, nas quais suas reações foram consideradas agressivas ou violentas por alguns.
Tweets mostram ele respondendo a outros usuários com palavrões como "pelotud..." (gíria argentina para "idiot..."), "pajero" ("idiot..."), e "hijo de p..." ("filho da p..."), Ele também chamou o candidato presidencial José Luis Espert de "Pajert", um jogo de palavras entre seu sobrenome e a gíria argentina para "idiot...".
Em dezembro de 2017, ele respondeu a uma usuária do Twitter dizendo "Menina, o que você pensa não me preocupa. É melhor você aprender a cozinhar. Talvez então você possa fazer algo certo. Pensar não é seu forte".
Em junho de 2020, ele disse à jornalista Cristina Pérez para "ir ler a Constituição" depois de ser questionado sobre suas tentativas de instalar uma administração designada pelo governo no conglomerado agrícola Vicentín.
Em uma entrevista de 2017 para a minissérie Netflix  Nisman: O Promotor, o Presidente e o Espião, (ver Morte de Alberto Nisman [en]) Fernández afirmou que "Até hoje, duvido que ele (Nisman) cometeu suicídio"; no entanto, depois que ele se tornou presidente em 2020, Fernández supostamente disse: "Estou convencido de que foi suicídio, depois de duvidar muito, não vou mentir".
Em 9 de junho de 2021, Alberto Fernández fez uma piada racista em uma entrevista coletiva ao lado do primeiro-ministro espanhol Pedro Sánchez na Casa Rosada. “Os mexicanos saíram dos índios, os brasileiros saíram da selva, mas nós, os argentinos, chegamos de barco. E eram barcos que vinham da Europa”, disse Fernández a Sánchez, na tentativa de qualificar os argentinos como “europeus da América Latina”. Fernandez também atribuiu erroneamente a citação ao poeta, ensaísta e diplomata mexicano Octavio Paz (1914-1998), quando se tratava de letras do roqueiro argentino Litto Nebbia. Diante da repercussão negativa de seu discurso racista, Alberto Fernández foi às redes sociais no mesmo dia para se desculpar.
Em agosto de 2022, o promotor argentino Diego Luciani denunciou Cristina Kirchner, pedindo uma pena de doze anos de reclusão por corrupção. Por isso, Fernandez o ameaçou, dando a entender que ele seria assassinado, dizendo "Nisman se suicidou, espero que Luciani não faça algo assim". Alberto Natalio Nisman era um promotor argentino que havia indiciado Cristina Kirchner por associação com o Irã em 2005, em um caso em que judeus foram atacados em Buenos Aires. Kirchner trocou a liberdade dos islâmicos responsáveis pelo ataque por acordos comerciais com o Irã. Nisman foi dopado e assassinado, mas o governo argentino alegou que ele havia cometido suicídio, o que mais tarde foi desmentido pelas autoridades que investigaram o caso. Em março de 2019 também foi encontrado morto o legista Osvaldo Hugo Raffo, que insistia que a morte de Nisman não havia sido um suicídio, mas um assassinato. Seu corpo foi encontrado na banheira da sua casa com um tiro na cabeça, em um suposto caso suicídio.
Em 6 de agosto de 2024, Fabíola Yañez denunciou Alberto Fernández por violência física e assédio durante seus mandatos como presidente e primeira-dama. Nas redes sociais, Fernández negou as acusações e afirmou que vai apresentar à Justiça "as provas e testemunhos que evidenciarão o que realmente aconteceu". A Justiça argentina proibiu Fernández de deixar o país e se aproximar de Yañez. Em 12 de agosto, Yañez disse que as agressões do ex-marido começaram em 2016 e o acusa de lesões graves e abuso de autoridade.

## Publicações
- Juicio a la impunidad (1985) em colaboração com Mona Moncalvillo e Manuel Martin
- Defensa de la democracia: Nuevo enfoque sobre la represión de los delitos que atentan contra el orden constitucional (1985) em colaboração com Alberto Piotti
- Autoría y participación criminal (1987) com prólogo de Jaime Malamud Goti
- Elementos de derecho penal y procesal penal (1988) em colaboração com Esteban Righi, Luis Pastoriza e Enrique Bacigalupo
- Derecho penal: la ley, el delito, el proceso, la pena (1996) em colaboração com Esteban Righi
- Pensado y escrito. Reflexiones del presente argentino y dilemas de una sociedad fragmentada (2010)
- Políticamente incorrecto: razones y pasiones de Néstor Kirchner (2011)
- La justicia acusada (2020). Compilação de Mauro Benente e Federico G. Thea 493